# Vitstrupig vråk
Vitstrupig vråk (Buteo albigula) är en sydamerikansk fågel i familjen hökar.

## Utseende och läten
Vitstrupig vråk är en rätt liten (41–48 cm) vråk. Den är lik kortstjärtad vråk (B. brachyurus) men är brunare på huvudet, med kastanjebrunt på huvud- och halssidor. Brun streckning i armhålorna och på undersidan formar en brun fläck på flankerna. Den är vidare rostbandad på "låren". Ungfågeln är brunfläckad under. Fågeln är vanligen tystlåten.

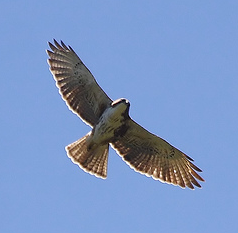

## Utbredning och systematik
Vitstrupig vråk förekommer i stora delar av Anderna, från Venezuela i norr till Argentina och Chile i söder. Unikt för rovfåglar i Sydameria är den en flyttfågel. Den häckar lokalt i södra Chile och intilliggande Argentina. I mars-april flyttar den norrut för att övervintra i Anderna från Venezuela till Bolivia, och återvänder i september-oktober. Fågeln behandlas som monotypisk, det vill säga att den inte delas in i några underarter. Den står nära prärievråken (B. swainsoni).

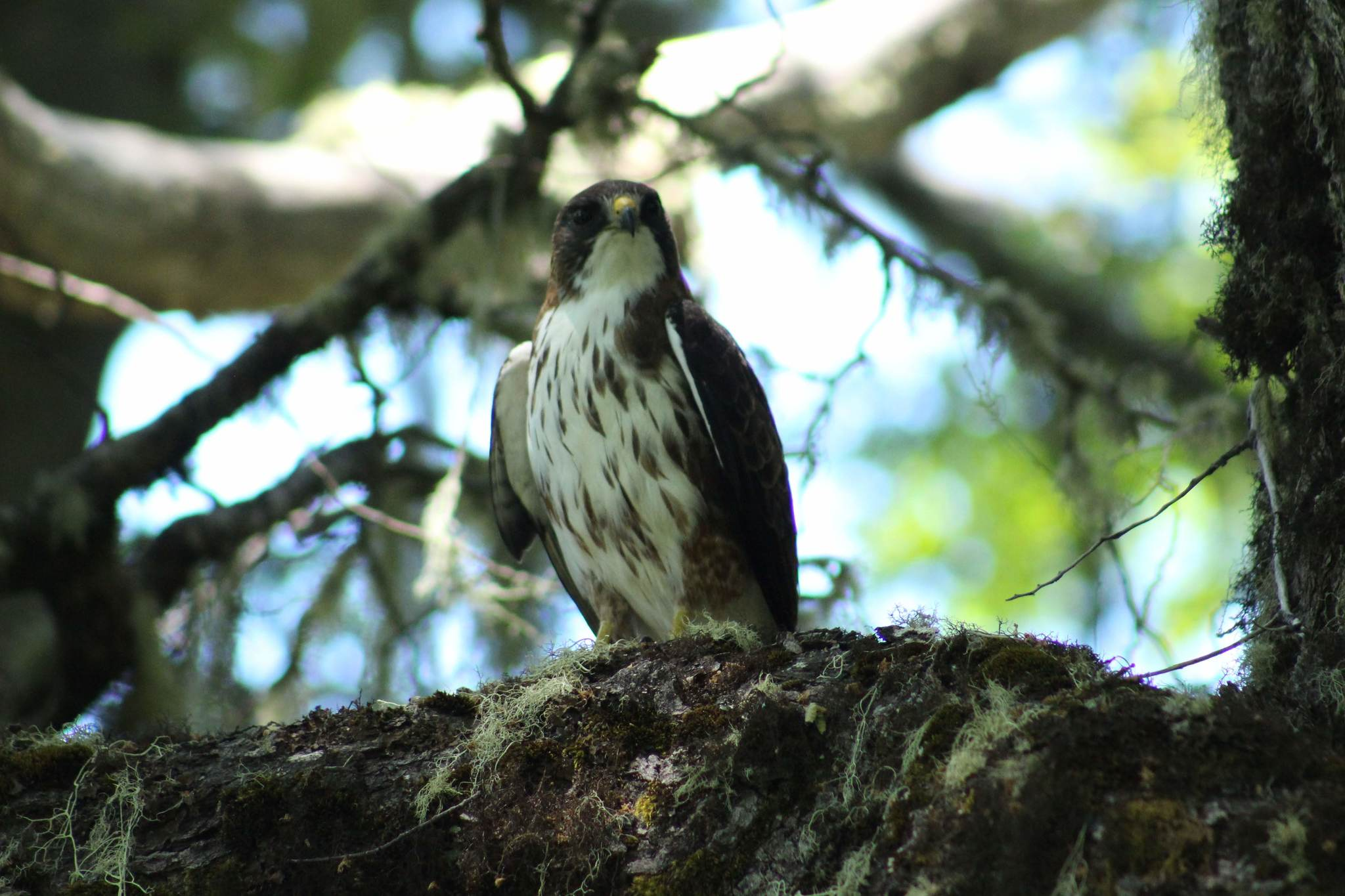

## Status
Fågeln tros ha en liten världspopulation uppskattad till endast mellan 1.000 och 10.000 individer. Utbredningsområdet är dock stort och det är oklart om den minskar i antal. Internationella naturvårdsunionen IUCN kategoriserar den som livskraftig.